# Beat Happening
Beat Happening é uma banda norte-americana de indie rock formada em Olympia, Washington no ano de 1982 por Calvin Johnson, Heather Lewis e Bret Lunsford. O Beat Happening foi um dos precursores dos movimentos indie pop e lo-fi nos Estados Unidos, caracterizados pelo uso de técnicas primitivas de gravação, pelo desprezo por aspectos técnicos de musicalidade e por canções sobre temas ingênuos e recatados.

## História

### Formação
Os membros se conheceram em 1983 enquanto frequentavam o The Evergreen State College, começando a gravar logo depois. O nome foi tirado de um filme, Beatnik Happening, feito pela namorada de Bret. A banda contava basicamente com um baterista, guitarrista e vocalista, embora, na época de sua formação, os únicos instrumentos utilizados fossem um par de maracas e uma guitarra comprada em um brechó. Em uma entrevista, Heather relata que a história da banda poderia ser contada nomeando todas as pessoas para as quais eles pediram emprestado bateria. Heather e Calvin já eram membros de outra banda quando convidaram Bret - que na época não tinha experiência em música - dizendo que eles deveriam montar uma banda e ir para o Japão.
Em gravações antigas era usado, de forma exagerada, o efeito de reverb na guitarra de Bret, numa tentativa de mascarar sua má performance no instrumento.
A banda viajou para Tóquio em 1984 para uma turnê, mas sem shows. Sua primeira apresentação no Japão foi na escola de um ex-estudante de intercâmbio que Calvin conhecia. No mesmo ano, eles gravaram Three Tea Breakfast, um EP de 5 canções que seria seu primeiro material.

### Álbuns de estúdio
Beat Happening (1985), seu álbum de estréia, foi aclamado pelos críticos, assim como seu sucessor Jamboree (1986). À época do lançamento de Dreamy, em 1991, o Beat Happening já era uma das bandas mais populares do indie rock, chegando ao ápice com a organização do International Pop Underground Festival que contribuiu para a popularização da causa do rock anti-corporativo. Seu último álbum, You Turn me On (1992), caracteriza a ruptura da banda com os padrões estabelecidos nos discos anteriores, sendo isto mais notável em "Godsend", canção de 9 minutos que utiliza gravação multicanal.
Embora o fim da banda nunca foi anunciado oficialmente, os membros partiram para outros projetos ao longo dos anos. Em 2000, eles lançaram o single "Angel Gone", seu único material novo em oito anos.
A caixa Crashing Through foi lançado em 2002, contendo todas as músicas lançadas oficialmente pela banda, exceto duas faixas presentes numa fita cassete ao vivo com o The Vaselines. A caixa incluia um encarte contendo um texto escrito por Lois Maffeo sobre a história e o impacto que a banda teve, além de fotos raras de Calvin, Heather e Bret.

### Influência
As performances ao vivo da banda eram marcadas pelas danças de Calvin no estilo hula, seus pulos e movimentos inspirados nos punks ingleses. Tal atitude não agradou ao público fã de hardcore durante a turnê da banda com o Fugazi, no final dos anos 1980, que atirava cinzeiros na banda. Todavia, o crítico Michael Azzerrad insinua que o "Beat Happening...era uma força poderosa que ampliava o conceito de roqueiro punk, abrangendo um cara de moicano com jaqueta de motoqueiro até uma garota nerd em um cardigã". A presença de Heather Lewis na bateria e a nada ameaçadora presença de palco de Calvin contribuíram para aumentar a diversidade do público punk e de gêneros nos concertos da época, mais do que outras bandas que eram predominantemente masculinas. O Beat Happening tem sido mencionado como influência nas bandas do começo do movimento riot grrrl, como Bratmobile e Kathi Wilcox do Bikini Kill.
Calvin Johnson é um dos fundadores do selo independente K Records. O selo atingiu um sucesso moderado e mantem sua integridade independente, reivindicando estar "tornando o underground adolescente em revolta passional contra o ogro corporativo desde 1982".

### Status atual
Embora não tenha anunciado oficialmente o término de suas atividades, a banda não toca em público desde o começo dos anos 1990. Em 2005, eles foram convidados por Isaac Brock do Modest Mouse para tocar no festival All Tomorrow Parties, convite este que foi respeitosamente recusado.

## Membros
- Bret Lunsford - guitarra e bateria
- Calvin Johnson - guitarra e vocais
- Heather Lewis - bateria, guitarra e vocais

## Discografia

### Álbuns
- 1985 - Beat Happening (K Records)
- 1988 - Jamboree (K Records/Rough Trade)
- 1989 - Black Candy (K Records/Rough Trade)
- 1991 - Dreamy (K Records/Sub Pop)
- 1992 - You Turm Me On (K Records/Sub Pop)

### EPs
- 1984 - Beat Happening Cassette (K Records)
- 1984 - Three Tea Breakfast Cassette (K Records)
- 1988 - Crashing Through EP (53rd & 3rd)
- 1988 - Beat Happening/Screaming Trees EP (K Records/Homestead)

### Coletâneas
- 2002 - Crashing Through (K Records)
- 2003 - Music to Climb the Apple Tree By (K Records)

### Compactos
- 1984 - Our Secret / What's Important (K Records)
- 1987 - Look Around / That Girl (K Records)
- 1988 - Honey Pot / Don't Mix the Colors (53rd &  3rd)
- 1990 - Red Head Walking / Secret Picnic Spot (Sub Pop)
- 1990 - Nancy Sin / Dreamy (K Records)
- 1991 - Sea Hunt / Knock On Any Door (Bi-Joopiter)
- 2000 - Angel Gone / Zombie Limbo Time (K Records)